# Posttranscriptionele modificatie
Een posttranscriptionele modificatie is een enzym-gecatalyseerde verandering aan een RNA nadat het is gesynthetiseerd bij de transcriptie. Een aantal posttranscriptionele modificaties van pre-mRNA zijn:
- Capping,
- Polyadenylatie en
- Splicing.

Door deze veranderingen wordt
- de stabiliteit van het RNA verhoogd,
- het mRNA klaargemaakt voor het transport door de kernporiën naar het cytoplasma
- een grotere verscheidenheid van eiwitten aangemaakt bij de translatie door alternatieve splicing
- de introns verwijderd en
- de afbraak door exonucleasen onmogelijk.

Posttranscriptionele modificaties zijn alleen vast te stellen bij eukaryoten, daar bij deze organismen de transcriptie ruimtelijk van de translatie gescheiden is. Bij prokaryoten daarentegen vindt al translatie plaats van het bij de transcriptie gevormde mRNA. Verder kunnen er geen introns vastgesteld worden.